# Peter Werenfels

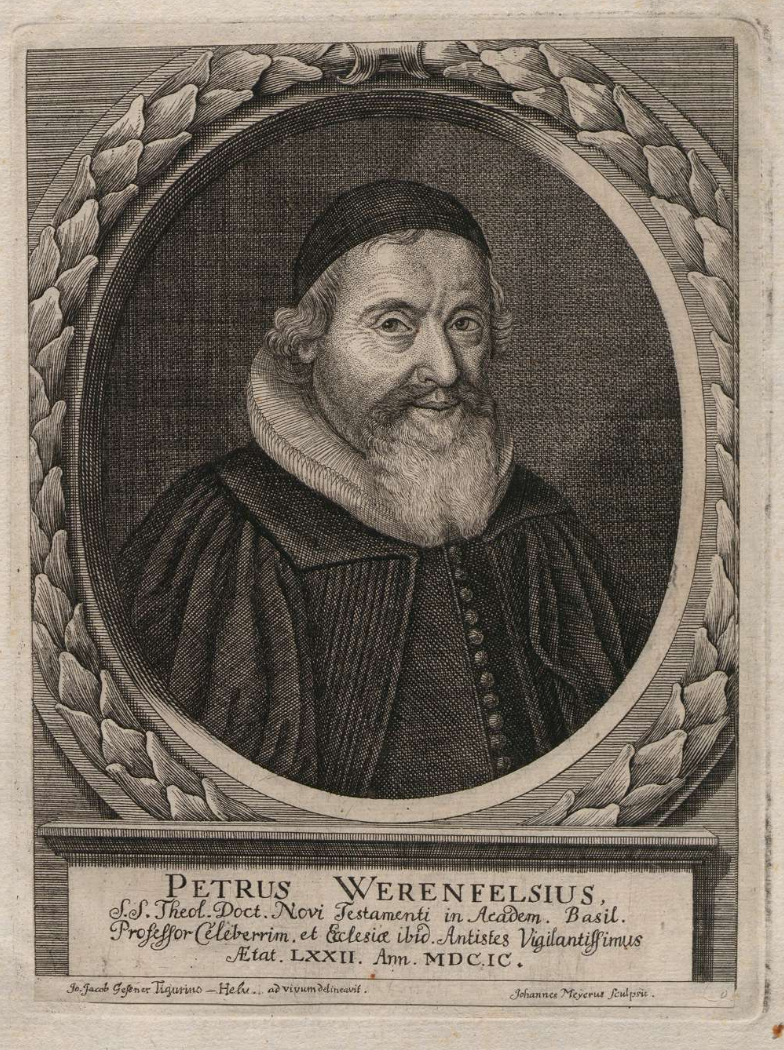
Peter Werenfels

Peter Werenfels (* 20. Mai 1627 in Liestal; † 23. Mai 1703 in Basel) war ein Schweizer reformierter Theologe und Antistes der Basler Kirche.

## Leben
Werenfels wuchs in Basel auf, wohin sein Vater Johann Jakob Werenfels (1597–1655) als Pfarrer an die Martinskirche berufen wurde. Dort studierte er Theologie und wurde 1647 als Kandidat des Predigtamts ordiniert. Von 1650 bis 1653 diente er dem Grafen Friedrich Casimir als Hofprediger auf Schloss Ortenburg.
Nach kürzeren Tätigkeiten als Hilfsgeistlicher in Basel und als Pfarrer in Wolfisheim bei Straßburg wurde er im Dezember 1655 als Nachfolger des zum Antistes beförderten Lukas Gernler Archidiakonus am Basler Münster. 1671 wurde er zum Pfarrer an der Leonhardskirche gewählt. Nach dem Tod Gernlers übernahm Werenfels 1675 dessen Pfarramt am Münster, das mit dem Amt des Antistes und einer theologischen Professur an der Universität Basel verbunden war.
Werenfels war zunächst Professor für Dogmatik sowie Dr. theol., ab 1685 Professor für Altes Testament und ab 1696 für Neues Testament. 1677/78, 1685/86 und 1697/98 wirkte er auch als Rektor.

## Werk und Bedeutung
Als Vertreter einer milden reformierten Orthodoxie setzte sich Werenfels für die Lockerung der Bekenntnisverpflichtung ein und förderte nach 1685 die Aufnahme von vertriebenen Waldensern und Hugenotten. Er veröffentlichte neben akademischen Werken viele Predigten.

## Familie
Aus der 1656 geschlossenen Ehe mit Margaretha Grynaeus (1632–1710), Tochter des Pfarrers Samuel Grynaeus, gingen neun Kinder hervor. Der älteste Sohn, Samuel Werenfels, war ebenfalls ein berühmter Theologe.